# Inlesjön
Inlesjön (burmesiska: အင်းလေးကန်) är Myanmars näst största sjö. Den ligger i Shanstaten i den centrala delen av landet. Sjön är 22 kilometer lång, har en yta på 116 km² och är endast omkring 2 meter djup under torrtiden.
Omkring 70 000 invånare från främst Inthafolket bor i flytande byar i och kring sjön. De odlar grönsaker i flytande trädgårdar  och all transport sker med båt. De lokala fiskarna använder roddbåtar som de ror stående, med ena benet runt åran, för att kunna se fisken och navigera i områden med vattenväxter. Sjön är kraftigt förorenad och stora ytor är täckta av vattenhyacinter som regelbundet rensas bort.

## Galleri

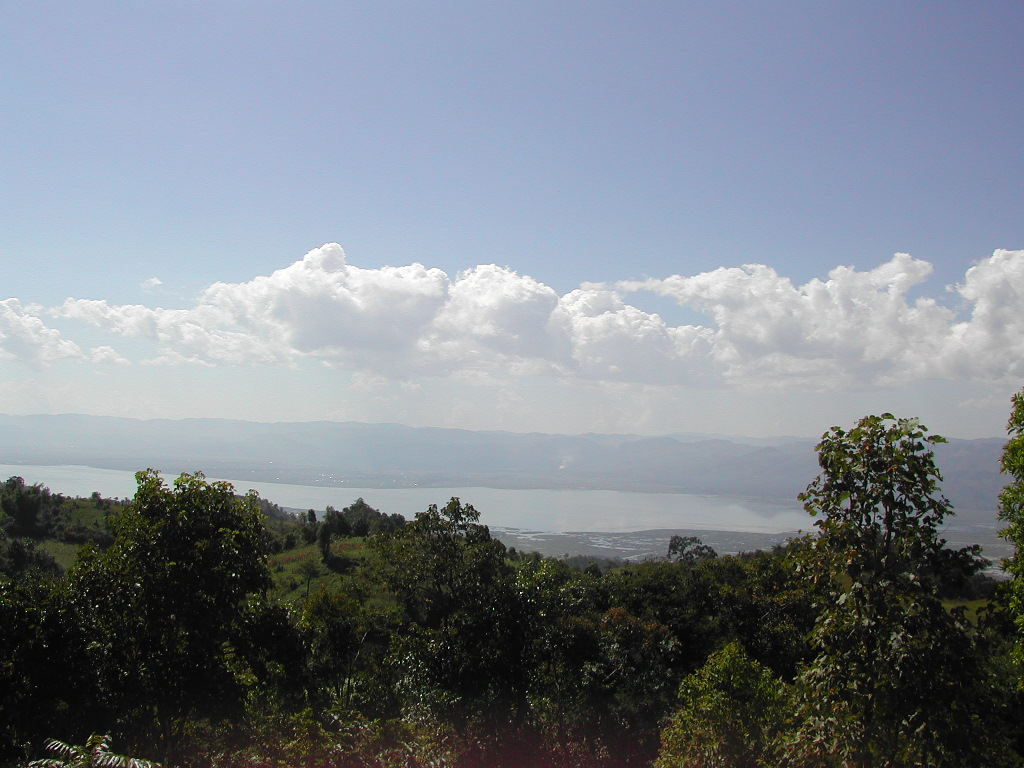
Inlesjön sedd från ovan.
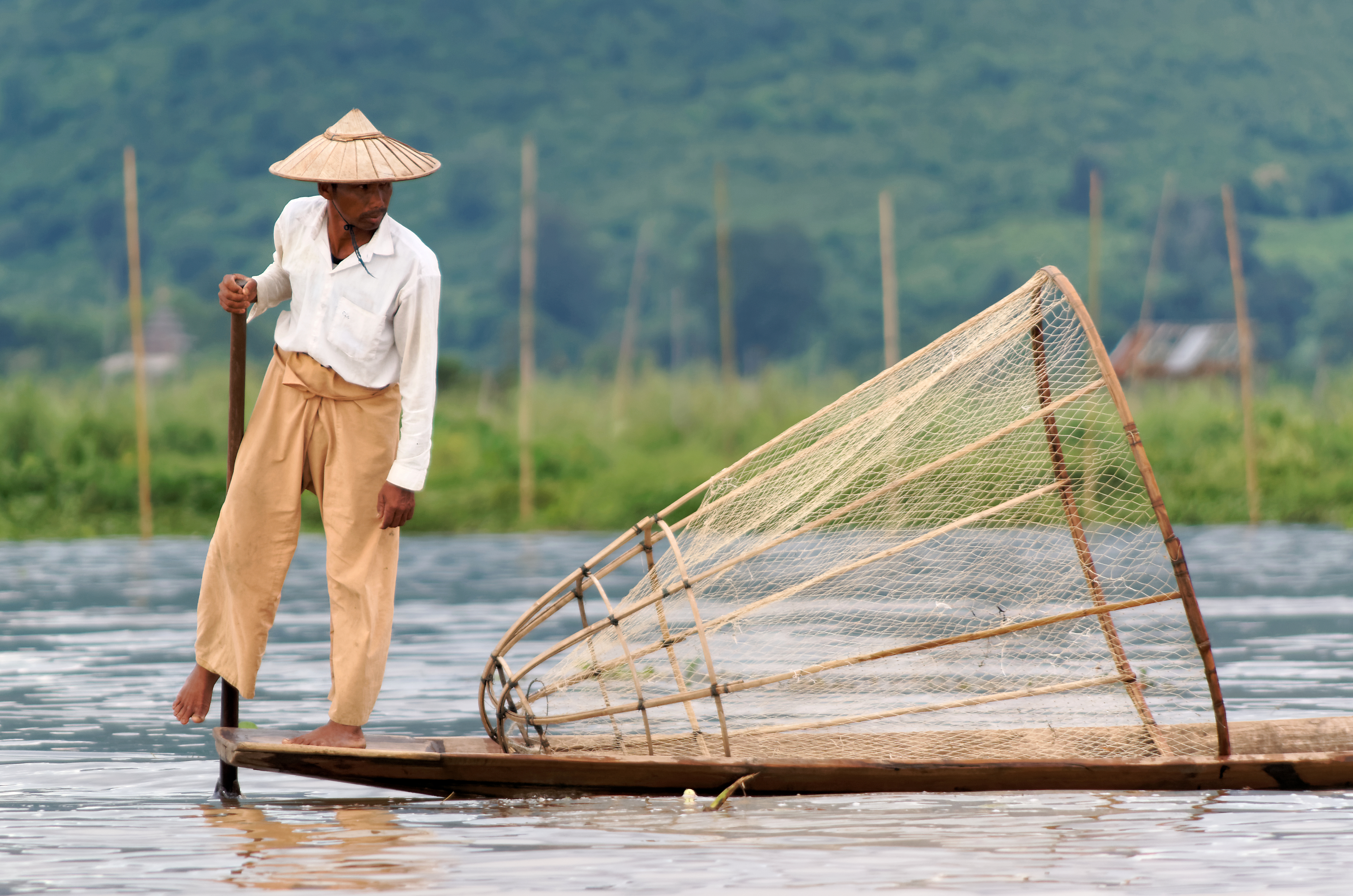
Fiskare i Inlesjön.
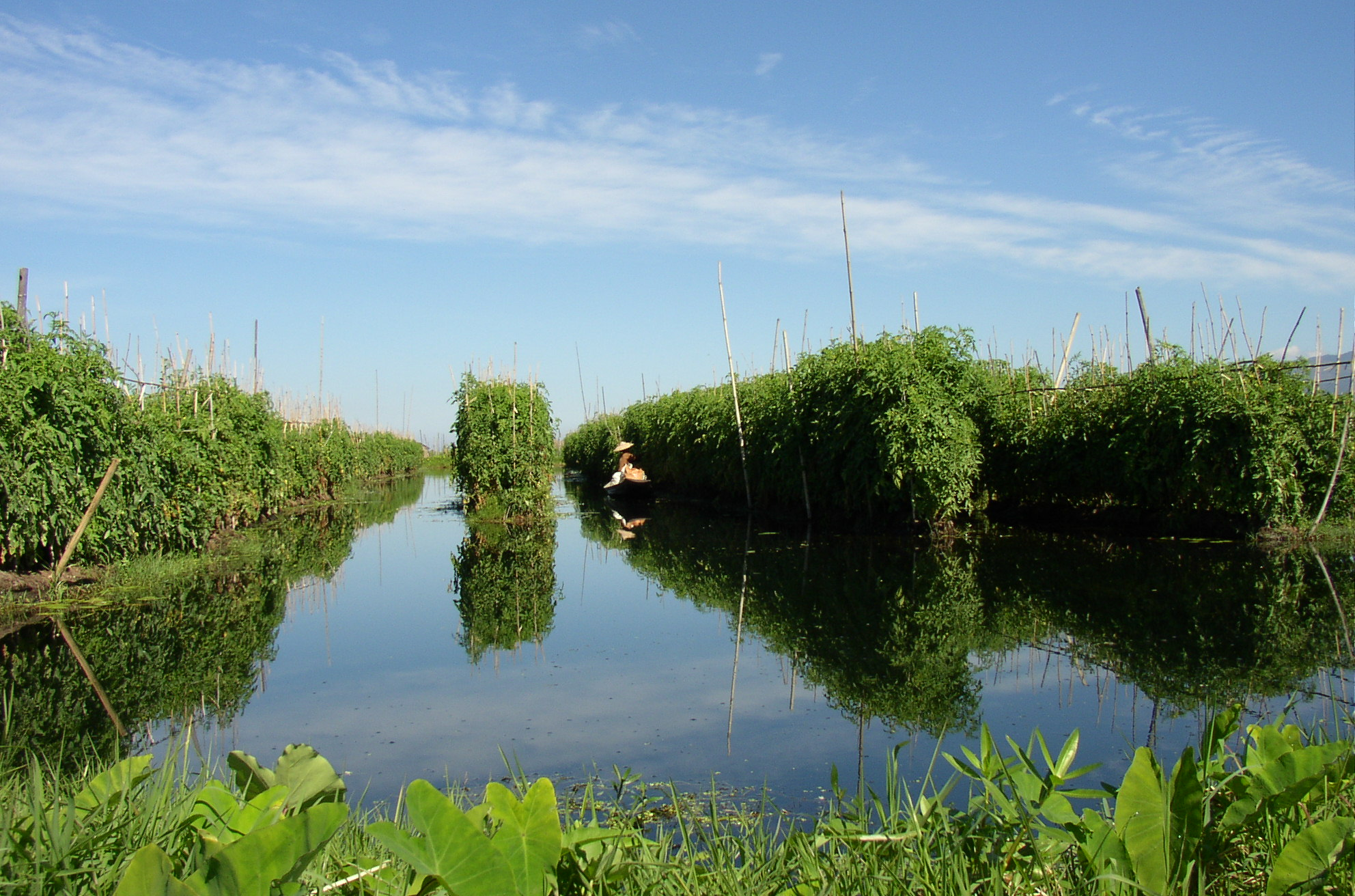
Tomatodling i Inlesjön.